# Lützow (croiseur lourd, 1939)
Pour les articles homonymes, voir Lützow.
Pour les autres navires du même nom, voir Lützow (croiseur lourd) et Tallinn (croiseur).
Le Lützow est un croiseur lourd de la Kriegsmarine, cinquième et dernier navire de la classe Admiral Hipper. Il ne fut jamais achevé.
La construction du navire a été commencée en août 1937 et il fut lancé en juillet 1939. L'URSS l'a acheté en février 1940 et son transfert a été achevé le 15 avril de la même année.
Rebaptisé Petropavlovsk en septembre 1940, les travaux sur le navire ont été poursuivis à Léningrad. Encore inachevé lorsque l'Allemagne envahit l'Union soviétique en juin 1941, le navire a brièvement pris part à la défense de Léningrad en fournissant un soutien d'artillerie. Il a été coulé par l'artillerie allemande en septembre 1941 et renfloué un an plus tard, en septembre 1942.

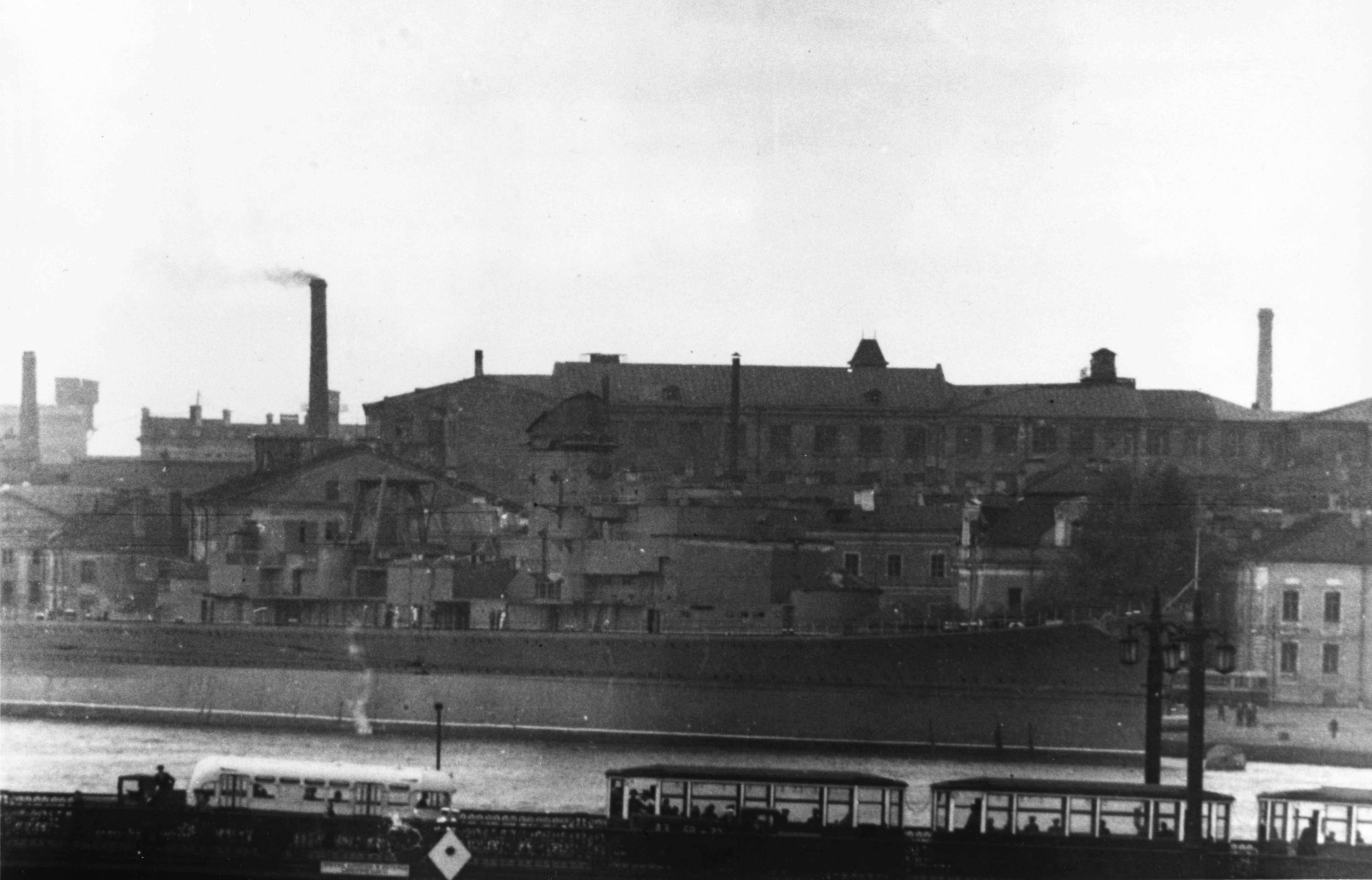
Le Tallinn à Léningrad en 1949.

Une fois ces réparations effectuées, le navire a été rebaptisé Tallinn et utilisé dans la contre-offensive soviétique autour de Léningrad en 1944. Après la fin de la guerre, il a été utilisé pour la formation et comme caserne flottante, avant d'être envoyé à la ferraille entre 1953 et 1960.